# Vasile Sălăgean (delegat)
Vasile Sălăgean (n. 25 martie 1874, Tresna, Sălaj – d. 1931, Seini, Maramureș) a fost delegat la Marea Adunare Națională de la Alba Iulia din 1 decembrie 1918.

## Date biografice
Vasile Sălăgean a fost avocat în localitatea Seini, județul Maramureș. În 1917, s-a înrolat voluntar în armata română. A fost desemnat delegat al cercului electoral Baia Mare la Adunarea Națională de la Alba Iulia din 1 decembrie 1918.